# Hendrik Witbooi

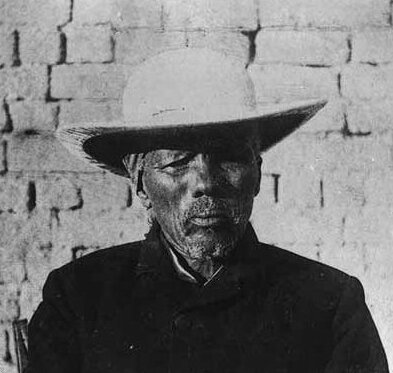
Hendrik Witbooi

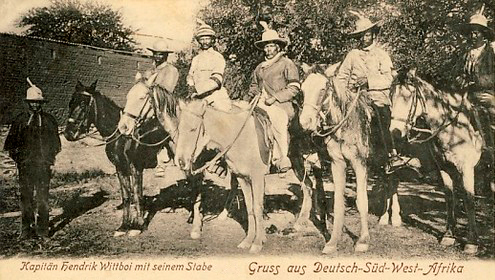
Nama - Chief Hendrik Witbooi (midden) en zijn metgezellen

Hendrik Witbooi (Pella, ca. 1830 – Vaalgras, 29 oktober 1905) was de kaptyn (kapitein, leider) van de Witbooi-Nama, ten tijde van de Namibische Genocide (1904). Hij staat bekend als een groot militair strateeg en is uitgegroeid tot een symbool voor de Namibische onafhankelijkheidsstrijd.
In 1888 volgt Hendrik zijn vader Moses op als kapitein van de Witboois. Hendrik is de derde Witbooi die zijn clan leidt. Oorspronkelijk komen ze uit het zuidelijker gelegen Namakwaland in Zuid-Afrika, maar kort na 1850 vestigen ze zich op verzoek van Jonker Afrikaner in Namibië. De Witbooi-Nama zijn veehouders en zoeken gras in het dorre Namibië om hun koeien te laten grazen. Vanwege de schaarse graslanden zijn de Witbooi-Nama in oorlog met de Herero, eveneens veehouders.
Vanaf 1890 koloniseert Duitsland Namibië en poogt de inheemse volken te onderwerpen aan het gezag van de Duitse keizer. In tegenstelling tot andere leiders weigert Hendrik Witbooi zich aan het Duitse gezag te onderwerpen. In 1893 zoekt de Duitse garnizoenscommandant Curt von François Witbooi op in de plaats Hornkranz in het Naukluft gebergte. Nadat Hendrik opnieuw weigert een zogeheten beschermingsverdrag te tekenen valt Von Francois aan. Tot drie keer toe worden de Duitsers succesvol afgeslagen. Vanwege het uitblijven van succes wordt Von François hierna teruggeroepen naar Duitsland en vervangen door Theodor Leutwein. De Witbooi-Nama zitten klem in het gebergte en de Duitsers kunnen ze niet bereiken. Vanwege de patstelling onderhandelen Witbooi en Leutwein een overgave op voor de Nama gunstige voorwaarden. Ze mogen hun wapens behouden.
Als in 1904 de opstand van de Herero uitbreekt houdt Hendrik Witbooi zich eerst afzijdig. Hij waarschuwde Hereroleider Samuel Maharero al eerder dat hij de Europese kolonisator als een grotere bedreiging beschouwde dan de onderlinge strijd tussen de inheemse volken. Nadat de Herero in augustus 1904 zijn verslagen, voert Witbooi verschillende Namastammen in de strijd tegen de Duitsers aan. Deze opstand staat ook bekend als de Hottentottenopstand. Generaal Lothar von Trotha looft beloningen uit voor degene die de Namakapiteins aanbrengt en waarschuwt de Nama dat zij hetzelfde lot zullen ondergaan als de Herero (zie ook Namibische Genocide).
Hendrik Witbooi gaat echter door met de strijd en wordt bij Vaalgras in het Karasgebergte op 29 oktober 1905 uit het zadel geschoten en overlijdt. Zonder hun strategische leider worden de Nama verslagen. Mannen, vrouwen en kinderen worden opgesloten in concentratiekampen waar velen sterven. Een aantal strijders wordt als dwangarbeiders afgevoerd naar andere Duitse koloniën - Togo en Kameroen. Velen komen daar om, slechts een klein aantal wordt bij het uitbreken van de Eerste Wereldoorlog gerepatrieerd.
Hendrik Witbooi wordt gezien als de eerste Namibiër die de verschillende volken samen probeerde te brengen in de strijd tegen de Europese kolonisator en onderdrukker. Na het apartheidsregime wordt zijn beeltenis gedrukt op de bankbiljetten van het onafhankelijke Namibië. Zijn achterkleinzoon Hendrik is jarenlang vicepresident van de SWAPO-partij.

## Publicaties
- Conny Braam: Ik ben Hendrik Witbooi. (Roman). Amsterdam, Uitgeverij Augustus Atlas Contact, 2016. ISBN 9789025447182